# غواصة الفئة الأولى
غواصة يو بوت الفئة الأولى كانت أولى المحاولات لألمانيا النازية بعد الحرب العالمية الأولى لإنتاج غواصة عابرة المحيطات. تم بناء نسختين فقط من النوع، ولكن يعتقد أن قرار وقف الإنتاج لهذا النوع من الغواصات كان بسبب القرارات السياسية وليس بسبب أخطاء كبيرة في تصميم النوع الأول. على الرغم من أن القوارب لم يكن لديها أي عيوب تصميمية كبيرة، إلا أنه كان من المعروف أنها صعبة كانت صعبة التعامل معها نظرًا لان ثباتها قليل وبطيئة في الغوص. اعتمد هذا النوع على تصميم الفئة الفنلندية الفنلندية Vetehinen وتايب أي-1 الإسباني.  أستخدم التصميم في وقت لاحق كأساس لتطوير أنواع أخرى من الغواصاتخاصة للفئتين السابعة والتاسعة.
شيدت شركة بناء السفن والآلات الألمانية غواصة الفئة الأولى إيه في بريمن، وتم إطلاقها في 14 فبراير 1936. تم استخدام الغواصتين يو-25 ويو-26، بشكل أساسي كغواصات تدريب ولأغراض الدعاية بهدف نقل العلم النازي. في عام 1940، تم إستدعاء الغواصات إلى الخدمة في ساحة المعركة بسبب نقص الغواصات المتاحة. شهدت كلا القوارب مهنة قصيرة ولكنها ناجحة. شارك يو-25 في خمس رحلات بحرية وأغرق ثماني سفن للعدو. في 3 أغسطس 1940، وأثناء وجوده في حقل الغام بالقرب من النرويج، ضرب يو-25 لغما وغرق بكل الطاقم على متنها. 
قامت غواصة يو-26 بثماني رحلات بحرية وأغرقت ثلاث سفن تجارية وألحقت أضرارًا بسفينة حربية بريطانية في أول مهمة لها. في رحلتها الثانية في الحرب أصبحت أول غواصة يو خلال الحرب العالمية الثانية لدخول البحر الأبيض المتوسط. وشاركت يو-26 في ثلاث دوريات حربية ناجحة أخرى، وأغرقت أربع سفن تجارية إضافية. في رحلتها الحربية الثامنة، أغرقت الغواصة ثلاث سفن تجارية ودمرت سفينة أخرى في اليوم التالي. قصفت الغواصة من الجو، وقام طاقمها بإخلاء الغواصة وتم إنقاذهم من قبل سفن الحلفاء.